# Ghimpețeni
Ghimpețeni è un comune della Romania di 1 771 abitanti, ubicato nel distretto di Olt, nella regione storica della Muntenia. 
Il comune è formato dall'unione di 2 villaggi: Ghimpețeni e Ghimpețenii Noi.
Ghimpeţeni è divenuto comune autonomo nel corso del 2004, staccandosi dal comune di Nicolae Titulescu.